# Чемпіонат світу з футболу 1974 (кваліфікаційний раунд, КАФ)
У рамках відбіркового турніру до чемпіонату світу з футболу 1974 команди конфедерації КАФ змагалися за одне місце у фінальній частині чемпіонату світу з футболу 1974.
Загалом позмагатися за участь у чемпіонаті висловили бажання 24 африканські команди, дві з яких, збірні Мадагаскару і Габону, знялися зі змагання до його початку.
За результатами кваліфікаційного раунду Африку на чемпіонаті світу представила збірна Заїру.

## Формат
Турнір проходив у чотири раунди:
- Перший раунд, Другий раунд і Третій раунд проходили за олімпійською системою, за якою на кожному етапі учасників розбивали на пари, із кожної з яких до наступного раунду виходило по одній команді, що здолала суперника за сумою двох ігор, однієї удома і однієї на виїзді. За результатами трьох перших раундів із 24 команд визначалися три учасники Фінального раунду.
- Фінальний раунд: три команди-учасниці проводили груповий турнір за круговою системою, в рамках якого кожна збірна грала із кожним із суперників по дві гри, одній удома і одній у гостях. Переможець групового змагання ставав учасником фінальної частини чемпіонату світу 1974 року.

## Перший раунд
| Команда 1          | Заг. | Команда 2        | 1-й матч | 2-й матч |     |
| ------------------ | ---- | ---------------- | -------- | -------- | --- |
| Марокко            | 2–1  | Сенегал          | 0–0      | 2–1      |     |
| Алжир              | 2–5  | Гвінея           | 1–0      | 1–5      |     |
| Єгипет             | 2–3  | Туніс            | 2–1      | 0–2      |     |
| Сьєрра-Леоне       | 0–3  | Кот-д'Івуар      | 0–1      | 0–2      |     |
| Кенія              | 2–1  | Судан            | 2–0      | 0–1      |     |
| Танзанія           | 1–4  | Ефіопія          | 1–1      | 0–0      | 0–3 |
| Лесото             | 1–6  | Замбія           | 0–0      | 1–6      |     |
| Нігерія            | 3–2  | Республіка Конго | 2–1      | 1–1      |     |
| Республіка Дагомея | 1–10 | Гана             | 0–5      | 1–5      |     |
| Того               | 0–4  | Заїр             | 0–0      | 0–4      |     |
| Маврикій           | т.п. | Мадагаскар       | —        | —        |     |
| Камерун            | т.п. | Габон            | —        | —        |     |

| 19 листопада 1972 | Марокко | 0 – 0 | Сенегал | Агадір, Марокко                                                                   |  |
|                   |         |       |         | Стадіон: Стад Аль-Інбіаат Глядачі: 10,650 Суддя: Антоніо Камачо Хіменес (Іспанія) |  |
|                   |         |       |         |                                                                                   |  |

| 3 грудня 1972 | Сенегал | 1 – 2 | Марокко               | Дакар, Сенегал                                                      |  |
|               | Діоп 2' |       | Газуані 26' Шукрі 72' | Стадіон: Стад Демба Діоп Глядачі: 9,860 Суддя: Джордж Лемпті (Гана) |  |
|               |         |       |                       |                                                                     |  |

Марокко виграло 2–1 за сумою двох ігор і вийшло до другого раунду.
| 2 березня 1972 | Алжир     | 1 – 0 | Гвінея | Алжир, Алжир                                                         |  |
|                | Калем 65' |       |        | Стадіон: Стадіон 5 липня Глядачі: 15,267 Суддя: Робер Ельє (Франція) |  |
|                |           |       |        |                                                                      |  |

| 12 березня 1972 | Гвінея                                                            | 5 – 1 | Алжир     | Конакрі, Гвінея                                                              |  |
|                 | Камара 28' Петі Сорі 36' Сума 54' (пен.) Сулейман 78' Самюель 82' |       | Гамух 62' | Стадіон: Стад дю 28 Септембре Глядачі: 18,000 Суддя: Мамаду Мабель Ба (Малі) |  |
|                 |                                                                   |       |           |                                                                              |  |

Гвінея виграла 5–2 за сумою двох ігор і вийшла до другого раунду.
| 8 грудня 1972 | Єгипет                     | 2 – 1 | Туніс      | Каїр, Єгипет                                                               |  |
|               | Халіль 10' Абдельразак 69' |       | Шакрун 61' | Стадіон: Стадіон Нассера Глядачі: 11,707 Суддя: Ніколаос Златанос (Греція) |  |
|               |                            |       |            |                                                                            |  |

| 17 грудня 1972 | Туніс                | 2 – 0 | Єгипет | Туніс, Туніс                                                        |  |
|                | Шакрун 16' Абіта 71' |       |        | Стадіон: Стад ель-Менза Глядачі: 32,178 Суддя: Бабаджан (Туреччина) |  |
|                |                      |       |        |                                                                     |  |

Туніс виграв 3–2 за сумою двох ігор і вийшов до другого раунду.
| 15 жовтня 1972 | Сьєрра-Леоне | 0 – 1 | Кот-д'Івуар | Фрітаун, Сьєрра-Леоне                                                      |  |
|                |              |       | Уаттара 32' | Стадіон: Національний стадіон Глядачі: 9,200 Суддя: Жан-Луї Фабер (Гвінея) |  |
|                |              |       |             |                                                                            |  |

| 29 жовтня 1972 | Кот-д'Івуар           | 2 – 0 | Сьєрра-Леоне | Абіджан, Кот-д'Івуар                                                            |  |
|                | Куаме 42' Уаттара 72' |       |              | Стадіон: Стад Фелікс Упует-Боїньї Глядачі: 4,135 Суддя: Мустафа Н'Гом (Сенегал) |  |
|                |                       |       |              |                                                                                 |  |

Кот-д'Івуар виграв 3–0 за сумою двох ігор і вийшов до другого раунду.
| 16 липня 1972 | Кенія                    | 2 – 0 | Судан | Найробі, Кенія                                                                 |  |
|               | Аньянзва 44' В. Оума 65' |       |       | Стадіон: Міський стадіон Найробі Глядачі: 11,057 Суддя: Аєле Тессема (Ефіопія) |  |
|               |                          |       |       |                                                                                |  |

| 23 липня 1972 | Судан         | 1 – 0 | Кенія | Хартум, Судан                                                                        |  |
|               | Іззельдін 40' |       |       | Стадіон: Муніципальний Стадіон Глядачі: 10,470 Суддя: Махмуд Мустафа Камель (Єгипет) |  |
|               |               |       |       |                                                                                      |  |

Кенія виграла 2–1 за сумою двох ігор і вийшла до другого раунду.
| 25 листопада 1972 | Танзанія   | 1 – 1 | Ефіопія        | Дар-ес-Салам, Танзанія                                                           |  |
|                   | Машото 58' |       | Гебремедін 30' | Стадіон: Національний стадіон Глядачі: 14,255 Суддя: Альфред Джон Олімба (Кенія) |  |
|                   |            |       |                |                                                                                  |  |

| 3 грудня 1972 | Ефіопія | 0 – 0 | Танзанія | Аддис-Абеба, Ефіопія                                                                       |  |
|               |         |       |          | Стадіон: Стадіон Хайле Селассіє Глядачі: 19,430 Суддя: Абдель Рахман Ель-Хідер Алі (Судан) |  |
|               |         |       |          |                                                                                            |  |

За сумою двох ігор була зафіксована нічия 1–1, тож було призначено додаткову гру.
| 10 грудня 1972 | Ефіопія                      | 3 – 0 | Танзанія | Аддис-Абеба, Ефіопія                                                              |  |
|                | Інгдаверк 5', 12' Тесфає 44' |       |          | Стадіон: Стадіон Хайле Селассіє Глядачі: 7,201 Суддя: Ахмед Гінділь Салех (Судан) |  |
|                |                              |       |          |                                                                                   |  |

Ефіопія вийшла до другого раунду завдяки перемозі у додатковій грі.
| 30 квітня 1972 | Лесото | 0 – 0 | Замбія | Масеру, Лесото                                   |  |
|                |        |       |        | Стадіон: Сецото Суддя: Маньото Ндімбо (Танзанія) |  |
|                |        |       |        |                                                  |  |

| 4 червня 1972 | Замбія                                            | 6 – 1 | Лесото    | Ндола, Замбія                                                                              |  |
|               | Мапуланга 25' Читалу 35', 80' Мвіла 40', 67', 72' |       | Тьєці 30' | Стадіон: Стадіон ім. Даґа Гаммаршельда Глядачі: 11,457 Суддя: Жуль Рацітохара (Мадагаскар) |  |
|               |                                                   |       |           |                                                                                            |  |

Замбія виграла 6–1 за сумою двох ігор і вийшла до другого раунду.
| 5 серпня 1972 | Нігерія                | 2 – 1 | Республіка Конго | Ібадан, Нігерія                                                          |  |
|               | Олайомбо 66' Мамбо 77' |       | М'Боно 2'        | Стадіон: Ліберті Глядачі: 20,056 Суддя: Луї де Гонзаг Атангана (Камерун) |  |
|               |                        |       |                  |                                                                          |  |

| 15 серпня 1972 | Республіка Конго | 1 – 1 | Нігерія     | Браззавіль, Конго                                                             |  |
|                | Мінга 88'        |       | Оярехуа 28' | Стадіон: Стад де ля Революсьйон Глядачі: 11,100 Суддя: Жуль Онванлеле (Габон) |  |
|                |                  |       |             |                                                                               |  |

Нігерія виграла 3–2 за сумою двох ігор і вийшла до другого раунду.
| 18 червня 1972 | Республіка Дагомея | 0 – 5 | Гана                                           | Котону, Дагомея                                                     |  |
|                |                    |       | Сандей 21' Овусу 26' Гарті 40' Гаріба 65', 75' | Стадіон: Стад де л'Амітьє Глядачі: 10,150 Суддя: Т. Аттіогбе (Того) |  |
|                |                    |       |                                                |                                                                     |  |

| 2 липня 1972 | Гана                                               | 5 – 1 | Республіка Дагомея | Кумасі, Гана                                                         |  |
|              | Кофі 20', 44' Сандей 64' Овусу 66' Одам 72' (пен.) |       | Камілу             | Стадіон: Кумасі Спортс Глядачі: 8,700 Суддя: Полл Куду (Кот-д'Івуар) |  |
|              |                                                    |       |                    |                                                                      |  |

Гана виграла 10–1 за сумою двох ігор і вийшла до другого раунду.
| 6 червня 1972 | Того | 0 – 0 | Заїр | Ломе, Того                                                                          |  |
|               |      |       |      | Стадіон: Стад Женераль Еядема Глядачі: 5,719 Суддя: Санні Олуфемі Вогірен (Нігерія) |  |
|               |      |       |      |                                                                                     |  |

| 20 червня 1972 | Заїр                                 | 4 – 0 | Того | Кіншаса, Заїр                                                                |  |
|                | Кембо 27' Н'Тумба 37', 73' Етепе 79' |       |      | Стадіон: Стад Тата Рафаель Глядачі: 24,025 Суддя: Станіслас Камдем (Камерун) |  |
|                |                                      |       |      |                                                                              |  |

Заїр виграв 4–0 за сумою двох ігор і вийшов до другого раунду.
| не проводився | Маврикій | т.п. | Мадагаскар | не проводився |  |
|               |          |      | знявся     |               |  |
|               |          |      |            |               |  |

Мадагаскар знявся зі змагання, тож Маврикій автоматично пройшов до Другого раунду.
| не проводився | Камерун | т.п. | Габон  | не проводився |  |
|               |         |      | знявся |               |  |
|               |         |      |        |               |  |

Габон знявся зі змагання, тож Камерун автоматично пройшов до Другого раунду.

## Другий раунд
| Команда 1 | Заг. | Команда 2   | 1-й матч | 2-й матч |     |
| --------- | ---- | ----------- | -------- | -------- | --- |
| Гвінея    | 1–3  | Марокко     | 1–1      | 0–2      |     |
| Туніс     | 2–3  | Кот-д'Івуар | 1–1      | 1–2      |     |
| Маврикій  | 3–5  | Кенія       | 1–3      | 2–2      |     |
| Ефіопія   | 2–4  | Замбія      | 0–0      | 2–4      |     |
| Нігерія   | 0–2  | Гана        | 0–2      | 0–0      |     |
| Камерун   | 1–3  | Заїр        | 0–1      | 1–0      | 0–2 |

| 11 лютого 1973 | Гвінея       | 1 – 1 | Марокко   | Конакрі, Гвінея                                                         |  |
|                | Сулейман 38' |       | Шукрі 22' | Стадіон: Стад дю 28 Септембре Глядачі: 2,200 Суддя: П'єр Мутомбо (Заїр) |  |
|                |              |       |           |                                                                         |  |

| 25 лютого 1973 | Марокко        | 2 – 0 | Гвінея | Тетуан, Марокко                                                                 |  |
|                | Фарас 60', 68' |       |        | Стадіон: Стад Саніят Рмель Глядачі: 13,122 Суддя: Марсел Едгар Бертін (Ліберія) |  |
|                |                |       |        |                                                                                 |  |

Марокко виграло 3–1 за сумою двох ігор і вийшло до третього раунду.
| 11 лютого 1973 | Туніс            | 1 – 1 | Кот-д'Івуар | Туніс, Туніс                                                               |  |
|                | Абіта 48' (пен.) |       | Куаме 17'   | Стадіон: Стад ель-Менза Глядачі: 15,282 Суддя: Салем Мохамед Адаль (Лівія) |  |
|                |                  |       |             |                                                                            |  |

| 25 лютого 1973 | Кот-д'Івуар              | 2 – 1 | Туніс      | Абіджан, Кот-д'Івуар                                                          |  |
|                | Н'Гессан 44', 85' (пен.) |       | Адгума 15' | Стадіон: Стад Фелікс Упует-Боїньї Глядачі: 52,586 Суддя: Джордж Лемпті (Гана) |  |
|                |                          |       |            |                                                                               |  |

Кот-д'Івуар виграв 3–2 за сумою двох ігор і вийшов до третього раунду.
| 10 грудня 1972 | Маврикій  | 1 – 3 | Кенія                    | Кьюрпайп, Маврикій                                                           |  |
|                | Імбер 37' |       | В. Оума 42', 84' Шор 82' | Стадіон: Стад Джордж V Глядачі: 13,500 Суддя: Девід Мортон Галловей (Замбія) |  |
|                |           |       |                          |                                                                              |  |

| 17 грудня 1972 | Кенія            | 2 – 2 | Маврикій              | Найробі, Кенія                                                               |  |
|                | В. Оума 56', 65' |       | Жакарія 17' Імбер 42' | Стадіон: Міський стадіон Найробі Глядачі: 5,560 Суддя: Вільямс Нгаах (Кенія) |  |
|                |                  |       |                       |                                                                              |  |

Кенія виграла 5–3 за сумою двох ігор і вийшла до третього раунду.
| 1 квітня 1973 | Ефіопія | 0 – 0 | Замбія | Аддис-Абеба, Ефіопія                                                                  |  |
|               |         |       |        | Стадіон: Стадіон Хайле Селассіє Глядачі: 12,708 Суддя: Махмуд Мустафа Камель (Єгипет) |  |
|               |         |       |        |                                                                                       |  |

| 15 квітня 1973 | Замбія                                                   | 4 – 2 | Ефіопія                       | Лусака, Замбія                                                               |  |
|                | Мугала 47' Сімутове 62' (пен.) Сімвала 71' Мапуланга 83' |       | Інгдаверк 43' Тека 79' (пен.) | Стадіон: Стадіон 7 квітня Глядачі: 20,015 Суддя: Ахмед Гінділь Саліх (Судан) |  |
|                |                                                          |       |                               |                                                                              |  |

Замбія виграла 4–2 за сумою двох ігор і вийшла до третього раунду.
| 10 лютого 1973 | Нігерія                | 0 – 2 призначено (2 – 3 85') | Гана                       | Лагос, Нігерія                                               |  |
|                | Олайомбо 15' Мамбо 23' |                              | Овусу 18' (пен.), 55', 82' | Стадіон: Сурулере Глядачі: 31,362 Суддя: Поль Нкунку (Конго) |  |
|                |                        |                              |                            |                                                              |  |

| 25 лютого 1973 | Гана | 0 – 0 | Нігерія | Аккра, Гана                                                                      |  |
|                |      |       |         | Стадіон: Спортивний стадіон Аккри Глядачі: 40,000 Суддя: Мустафа Н'Гом (Сенегал) |  |
|                |      |       |         |                                                                                  |  |

Гана виграла 2–0 за сумою двох ігор і вийшла до третього раунду.
| 4 лютого 1973 | Камерун | 0 – 1 | Заїр       | Дуала, Камерун                                                                      |  |
|               |         |       | Н'Тумба 2' | Стадіон: Стад де ля Реюніфікасьйон Глядачі: 21,752 Суддя: Муаз Кант Каньї (Дагомея) |  |
|               |         |       |            |                                                                                     |  |

| 25 лютого 1973 | Заїр | 0 – 1 | Камерун    | Кіншаса, Заїр                                                                    |  |
|                |      |       | Ндонго 43' | Стадіон: Стад Тата Рафаель Глядачі: 46,916 Суддя: Френсіс Волберт Ангілі (Габон) |  |
|                |      |       |            |                                                                                  |  |

За сумою двох ігор була нічия 1–1, тож було призначено додатковий матч.
| 27 лютого 1973 | Заїр                       | 2 – 0 | Камерун | Кіншаса, Заїр                                                                    |  |
|                | Етепе 3' Чінабу 88' (пен.) |       |         | Стадіон: Стад Тата Рафаель Глядачі: 16,271 Суддя: Френсіс Волберт Ангілі (Габон) |  |
|                |                            |       |         |                                                                                  |  |

Заїр вийшов до третього раунду.

## Третій раунд
| Команда 1   | Заг. | Команда 2 | 1-й матч | 2-й матч |
| ----------- | ---- | --------- | -------- | -------- |
| Кот-д'Івуар | 2–5  | Марокко   | 1–1      | 1–4      |
| Замбія      | 4–2  | Кенія     | 2–0      | 2–2      |
| Гана        | 2–4  | Заїр      | 1–0      | 1–4      |

| 20 травня 1973 | Кот-д'Івуар | 1 – 1 | Марокко   | Абіджан, Кот-д'Івуар                                                             |  |
|                | Кобінам 75' |       | Асіла 30' | Стадіон: Стад Фелікс Упует-Боїньї Глядачі: 25,000 Суддя: Бадара Н'Діає (Сенегал) |  |
|                |             |       |           |                                                                                  |  |

| 3 червня 1973 | Марокко                            | 4 – 1 | Кот-д'Івуар | Тетуан, Марокко                                                        |  |
|               | Фарас 24', 34' Фетуї 60' Шукрі 85' |       | Поку 61'    | Стадіон: Стад Саніят Рмель Глядачі: 11,000 Суддя: Ахмед Хеліфі (Алжир) |  |
|               |                                    |       |             |                                                                        |  |

Марокко виграло 5–2 за сумою двох ігор і вийшло до фінального раунду.
| 12 серпня 1973 | Замбія                  | 2 – 0 | Кенія | Ндола, Замбія                                                                     |  |
|                | Чанда 34' Сіньянгве 72' |       |       | Стадіон: Стадіон 7 квітня Глядачі: 17,960 Суддя: Гратіан Геманс Матову (Танзанія) |  |
|                |                         |       |       |                                                                                   |  |

| 19 серпня 1973 | Кенія                   | 2 – 2 | Замбія            | Найробі, Кенія                                                                     |  |
|                | В. Оума 65' П. Оума 70' |       | Сімвала Кауші 56' | Стадіон: Міський стадіон Найробі Глядачі: 7,435 Суддя: Фарах Вехеліє Аддо (Сомалі) |  |
|                |                         |       |                   |                                                                                    |  |

Замбія виграла 4–2 за сумою двох ігор і вийшла до фінального раунду.
| 5 серпня 1973 | Гана            | 1 – 0 | Заїр | Аккра, Гана                                                                         |  |
|               | Арма 35' (пен.) |       |      | Стадіон: Спортивний стадіон Аккри Глядачі: 30,000 Суддя: Гебреєсус Тесфає (Ефіопія) |  |
|               |                 |       |      |                                                                                     |  |

| 19 серпня 1973 | Заїр                                          | 4 – 1 | Гана    | Кіншаса, Заїр                                                                 |  |
|                | Кембо 10', 65' Мафуїла 89' (пен.) Н'Тумба 90' |       | Сем 51' | Стадіон: Стад Тата Рафаель Глядачі: 80,869 Суддя: Марк-Еміль Н'Діфо (Камерун) |  |
|                |                                               |       |         |                                                                               |  |

Заїр виграв 4–2 за сумою двох ігор і вийшов до фінального раунду.

## Фінальний раунд
| Місце | Команда | О | І | В | Н | П | Г+ | Г- | РГ |
| ----- | ------- | - | - | - | - | - | -- | -- | -- |
| 1     | Заїр    | 8 | 4 | 4 | 0 | 0 | 9  | 1  | +8 |
| 2     | Замбія  | 2 | 4 | 1 | 0 | 3 | 5  | 6  | −1 |
| 3     | Марокко | 2 | 4 | 1 | 0 | 3 | 2  | 9  | −7 |

| 21 жовтня 1973 |

| Замбія                                   | 4 – 0 | Марокко |
| ---------------------------------------- | ----- | ------- |
| Сіньянгве 17', 90' Сімвала 43' Чанда 61' |       |         |

| Стадіон 7 квітня, Лусака Глядачів: 37,239 |

| 4 листопада 1973 |

| Замбія | 0 – 2 | Заїр                 |
| ------ | ----- | -------------------- |
|        |       | Маянга 22' Етепе 33' |

| Стадіон 7 квітня, Лусака Глядачів: 33,793 |

| 18 листопада 1973 |

| Заїр                | 2 – 1 | Замбія     |
| ------------------- | ----- | ---------- |
| Кембо 32' Етепе 82' |       | Капіта 33' |

| Стад Тата Рафаель, Кіншаса Глядачів: 6,050 |

| 25 листопада 1973 |

| Марокко              | 2 – 0 | Замбія |
| -------------------- | ----- | ------ |
| Магфур 14' Фарас 70' |       |        |

| Стад Саніят Рмель, Тетуан Глядачів: 5,456 |

| 9 грудня 1973 |

| Заїр                     | 3 – 0 | Марокко |
| ------------------------ | ----- | ------- |
| Кембо 58', 61' Екофо 79' |       |         |

| Стад Тата Рафаель, Кіншаса Глядачів: 70,000 |

| 23 грудня 1973 |

| Марокко | 0 – 2 (т.п.) | Заїр |
| ------- | ------------ | ---- |
|         |              |      |

| Стад Саніят Рмель, Тетуан |

Заїр кваліфікувався до фінальної частини чемпіонату світу.

## Бомбардири
6 голів
| - Вільям Оума - Кембо Уба Кембо |

5 голів
| - Квасі Овусу - Ахмед Фарас |

4 голи
| - Етепе Какоко - Жан-Калала Н'Тумба |

3 голи
| - Таріку Інгдаверк - Мустафа Шукрі | - Фредді Мвіла - Мозес Сімвала | - Брайтон Сіньянгве |

2 голи
| - Ноель Куаме - Бернар Н'Гессан - Мама Уаттара - Абукарі Гаріба - Осеї Кофі | - Ібрагім Сандей - Шеріф Сулейман - Даніель Жан Робер Імбер - Якубу Мамбо - Кеннет Олайомбо | - Еззедін Шакрун - Моїеддін Абіта - Бернард Чанда - Годфрі Читалу - Джозеф Мапуланга |

1 гол
| - Рабах Гамух - Мохтар Калем - Поль-Гастон Ндонго - Жан-Мішель М'Боно - Ноель Мінга - Куман Кобінам - Лоран Поку - Дам'ян Камілу - Саєд Абдельразак - Алі Халіль - Текесте Гебремедін - Кассагун Тека - Сеюм Тесфає - Акуетте Арма - Джозеф Гарті | - Кліффорд Одам - Джозеф Сем - Максим Камара - Сміт Самюель - Петі Сорі - Соріба Сума - Деніел Аньянзва - Пітер Оума - Джон Шор - Рамоселі Тьєці - Анвар Жакарія - Хассан Амшаррат - Шеріф Фетуї - Маухуб Газуані - Мохамед Магфур | - Сандей Оярехуа - Луїс Гоміс Діоп - Іззельдін Осман - Нассоро Машото - Абдесселам Адгума - Мбунгу Екофо - Мавуба Мафуїла - Маянга Маку - Камунда Чінабу - Оббі Капіта - Саймон Кауші - Бертон Мугала - Боніфас Сімутове |